# کارولینا کورکووا
کارولینا کورکووا (به چکی: Karolína Kurková) (متولد ۲۸ فوریه ۱۹۸۴)، یک مدل و هنرپیشه چکی می‌باشد. وی بیشتر به خاطر همکاری‌اش با کمپانی ویکتوریا سکرت شناخته شده و یکی از "فرشته‌های ویکتوریا" بود. ماریو تستینو، عکاس معروف، در مورد کورکووا گفته‌است «ویژگی‌های صورت و بدن و همینطور میزان انرژی بالای او باعث شده است تا برای تمام لحظه‌ها مناسب باشد.». تدوین‌گر مجله ووگ، آنا وینتور نیز او را "سوپرمدل بعدی" خواند.
کورکووا با درآمد تخمینی ۵ میلیون دلاری در سال ۲۰۰۷، از طرف مجله فوربز به عنوان ششمین مدل پر درآمد دنیا معرفی شد.